# Звезда (футбольный клуб, Городище)
«Звезда» — российский футбольный клуб из поселка Городище (Волгоградская область).
Основан не позднее 1974 года, до 1988 года выступал в региональных соревнованиях. Становился победителем чемпионата Волгоградской области (1978—1982, 1984, 1986, 1987), в 1977 и 1985 годах занимала 3-е место, а в 1988 году выиграл зональный турнир первенства КФК.
На уровне команд мастеров в первенстве России играл в 1989—1996 годах, лучшее достижение — 2-е место во 2-й зоне второй лиги в 1993 году. В 1992—1993 годах назывался «Звезда-Русь». Финалист Кубка РСФСР среди для команд второй лиги 1989 года.
Владельцем клуба было местное АО «Птицефабрика имени 62-й Армии». В марте 1997 года клуб из-за финансовых проблем отказался от участия в третьей лиге первенства России.
В 2010 году была воссоздана как любительская команда. Победитель чемпионата Волгоградской области во второй группе 2011 года.